# It Happened on Fifth Avenue
It Happened on Fifth Avenue (br/pt.: Aconteceu na 5ª Avenida) é um filme estadunidense de comédia de 1947, dirigido por Roy Del Ruth. O filme recebeu uma indicação ao Óscar de "Melhor História Original".

## Elenco
- Don DeFore...Jim Bullock
- Ann Harding...Mary O'Connor
- Charles Ruggles...Michael J. "Mike" O'Connor
- Victor Moore...Aloyisius T. McKeever
- Gale Storm...Trudy O'Connor
- Grant Mitchell...Farrow
- Edward Brophy...Patrulheiro Cecil Felton
- Alan Hale Jr....Whitey Temple
- Dorothea Kent...Margie Temple
- Edward Ryan...Hank
- Cathy Carter...Alice
- John Hamilton...Harper (não creditado)
- Charles Lane...Senhorio (não creditado)

## Sinopse
Aloysius T. McKeever é um sábio mendigo de Nova Iorque que no inverno costuma invadir uma mansão na Quinta Avenida, usando uma porta nos fundos. O proprietário do lugar é o multimilionário ("o segundo homem mais rico do mundo") Michael J. O'Connor que naquela época do ano se muda para uma casa na Virgínia. McKeever se torna amigo do ex-soldado Jim Bullock que não encontrava emprego ou lar e dormia na praça, e o convida para vir morar com ele na mansão. Pouco depois, a filha de O'Connor, Trudy, chega na casa sem que o pai saiba, e surpreende os invasores. Ao perceber a situação dos dois, ela resolve deixá-los ficar e diz chamar-se "Smith", mentindo que fugira de um pai bêbado e procurava emprego. Jim encontra dois companheiros do exercito, Whitey e Hank, que estão casados e com filhos e também não encontravam lugar para morar, e os convida para também invadirem a casa de O'Connor. Não demora e o ricaço encontra a filha na rua e ela lhe conta sobre os invasores. Trudy diz que está apaixonada por Jim mas não quer que ele saiba que é rica e convence o pai a se passar por mendigo e também ir morar na mansão para conhecê-lo. Michael logo se irrita com a situação e quer expulsar todos então Trudy pede a ajuda da mãe, que está divorciada do marido, para ajudá-la e ela também vai morar na mansão, se passando por cozinheira.

## Produção
O filme marca a estreia da Allied Artists Pictures, uma divisão de orçamentos maiores da Monogram Pictures, especializada em filmes "B". A história era uma opção da  Liberty Films em 1945 para o diretor Frank Capra (que decidiu dirigir It's a Wonderful Life em substituição); mais tarde o produtor-diretor Roy Del Ruth adquiriu os direitos. A escolha de Ann Harding e Victor Moore foi anunciada em junho de 1946. Don DeFore e Gale Storm em julho, e as filmagens se iniciaram em 5 de agosto, indo até meados de outubro de 1946. A certificação e o clímax natalino da história sugeriam que o filme fosse lançado no Natal, mas ele estrearia apenas na Páscoa de 1947.
O roteiro foi adaptado para rádio pelo programa Lux Radio Theater em maio de 1947, com Don DeFore, Charles Ruggles, Victor Moore e Gale Storm repetindo seus papeis; e uma produção ao vivo para a televisão para  Lux Video Theatre em 1957, com Ernest Truex, Leon Ames, Diane Jergens e William Campbell.
Dentre as canções do filme estão "That's What Christmas Means to Me" escrita por Harry Revel 

## Recepção
The Washington Post disse que esperava que, com o apoio de celebridades (Frank Capra, Orson Welles, Al Jolson, Constance Bennett e outros) usado na promoção do filme, seria uma produção "grandiloquente" e "Hollywoodesca"; ao contrário, o filme é um "mediano, pequeno filme agradável que provavemente encontrará muitos admiradores ".
Bosley Crowther no The New York Times elogiou a "genialidade e humor" e a "atuação charmosa" de Victor Moore. The New Republic chamou de "infantilizado" e Victor Moore "muito agradável para palavras".
Em 1948, o filme foi indicado ao Óscar de "Melhor História Original". Perdeu para outra comédia natalina, Miracle on 34th Street, escrito por Valentine Davies.

## Licenciamento
It Happened on Fifth Avenue fez parte do pacote de 49 filmes da Monogram e Allied Artists que foram licenciados para a televisão norte-americana em 1954.